# Đảng Lao động New Zealand
Đảng Lao động New Zealand (tiếng Maori: Rōpū Reipa o Aotearoa), hay đơn giản là Công đảng (Reipa), là một đảng chính trị trung tả ở New Zealand. Chương trình cương lĩnh của đảng mô tả nguyên tắc sáng lập của nó là chủ nghĩa xã hội dân chủ, trong khi các nhà quan sát mô tả đảng Lao động là dân chủ xã hội và thực dụng trên thực tế. Đảng lao động tham gia vào Liên minh Tiến bộ quốc tế.
Đảng Lao động New Zealand được thành lập vào năm 1916 từ nhiều đảng cánh hữu và các tổ chức công đoàn. Đây là đảng chính trị lâu đời nhất của đất nước vẫn còn tồn tại. Cùng với đối thủ chính của mình, Đảng Quốc gia New Zealand, Lao động đã luân phiên tham gia các chính phủ lãnh đạo của New Zealand kể từ những năm 1930. Tính đến năm 2020, đã có sáu thời kỳ của chính phủ Lao động dưới thời mười thủ tướng của Đảng Lao động.
Đảng lần đầu tiên lên nắm quyền dưới thời các thủ tướng Michael Joseph Savage và Peter Fraser từ năm 1935 đến năm 1949, khi đảng này thành lập nhà nước phúc lợi của New Zealand. Nó quản lý từ năm 1957 đến năm 1960, và một lần nữa từ năm 1972 đến năm 1975 (một nhiệm kỳ duy nhất mỗi lần). Năm 1974, thủ tướng Norman Kirk qua đời khi đang tại vị, điều này góp phần làm giảm sự ủng hộ của đảng. Cho đến những năm 1980, đảng này đã ủng hộ vai trò mạnh mẽ của các chính phủ trong các vấn đề kinh tế và xã hội. Khi chính quyền cai trị từ năm 1984 đến năm 1990, thay vào đó, Lao động đã tư nhân hóa tài sản nhà nước và giảm vai trò của nhà nước trong nền kinh tế; Thủ tướng đảng lao động David Lange cũng giới thiệu chính sách phi hạt nhân của New Zealand. Đảng laoo động một lần nữa trở thành đảng lớn nhất từ năm 1999 đến năm 2008, khi tổ chức này liên minh hoặc dựa trên sự hỗ trợ thương lượng từ một số đảng nhỏ; Helen Clark trở thành thủ tướng Lao động đầu tiên lãnh đạo chính phủ của mình trong nhiệm kỳ thứ ba tại vị.
Sau cuộc tổng tuyển cử năm 2008, Đảng lao động bao gồm cuộc họp kín lớn thứ hai có đại diện tại quốc hội. Trong cuộc tổng tuyển cử năm 2017, dưới thời thủ tướng Jacinda Ardern, đảng lao động đã trở lại nổi bật với thành tích tốt nhất kể từ cuộc tổng tuyển cử năm 2005, giành được 36,9% số phiếu trong đảng và 46 ghế. Vào ngày 19 tháng 10 năm 2017, đảng lao động đã thành lập một chính phủ liên minh thiểu số với đảng New Zealand First, và Đảng Xanh. Trong cuộc tổng tuyển cử năm 2020, đảng Lao động đã giành chiến thắng vang dội, giành được đa số tổng thể là 10 và 50,01% phiếu bầu. Jacinda Ardern hiện là lãnh đạo đảng và thủ tướng New Zealand, trong khi Kelvin Davis là phó lãnh đạo.

## Kết quả bầu cử
| Kỳ bầu cử                        | Số phiếu  | Phần trăm % | Số ghế tại quốc hội | Trạng thái          |
| -------------------------------- | --------- | ----------- | ------------------- | ------------------- |
| 1919                             | 131,402   | 24.2%       | 8 / 80              | Đối lập             |
| 1922                             | 150,448   | 23.70%      | 17 / 80             | Đối lập             |
| 1925                             | 184,650   | 27.20%      | 12 / 80             | Đối lập             |
| 1928                             | 198,092   | 26.19%      | 19 / 80             | Chính phủ liên hiệp |
| 1931                             | 244,881   | 34.27%      | 24 / 80             | Đối lập             |
| 1935                             | 434,368   | 46.17%      | 53 / 80             | Chính phủ           |
| Hệ thống hai đảng                |           |             |                     |                     |
| 1938                             | 528,290   | 55.82%      | 53 / 80             | Chính phủ           |
| 1943                             | 522,189   | 47.6%       | 45 / 80             | Chính phủ           |
| 1946                             | 536,994   | 51.28%      | 42 / 80             | Chính phủ           |
| 1949                             | 506,073   | 47.16%      | 34 / 80             | Đối lập             |
| 1951                             | 473,146   | 45.8%       | 30 / 80             | Đối lập             |
| 1954                             | 481,631   | 44.1%       | 35 / 80             | Đối lập             |
| 1957                             | 531,740   | 48.3%       | 41 / 80             | Chính phủ           |
| 1960                             | 420,084   | 43.4%       | 34 / 80             | Đối lập             |
| 1963                             | 383,205   | 43.7%       | 35 / 80             | Đối lập             |
| 1966                             | 382,756   | 41.4%       | 35 / 80             | Đối lập             |
| 1969                             | 464,346   | 44.2%       | 39 / 84             | Đối lập             |
| 1972                             | 677,669   | 48.37%      | 55 / 87             | Chính phủ           |
| 1975                             | 634,453   | 39.56%      | 32 / 87             | Đối lập             |
| 1978                             | 691,076   | 40.41%      | 40 / 92             | Đối lập             |
| 1981                             | 702,630   | 39.01%      | 43 / 91             | Đối lập             |
| 1984                             | 829,154   | 42.98%      | 56 / 95             | Chính phủ           |
| 1987                             | 878,448   | 47.96%      | 57 / 97             | Chính phủ           |
| 1990                             | 640,915   | 35.14%      | 29 / 97             | Đối lập             |
| 1993                             | 666,759   | 34.68%      | 45 / 99             | Đối lập             |
| Đại diên theo thành phần hỗn hợp |           |             |                     |                     |
| 1996                             | 584,159   | 28.19%      | 37 / 120            | Đối lập             |
| 1999                             | 800,199   | 38.74%      | 49 / 120            | Chính phủ liên hiệp |
| 2002                             | 838,219   | 41.26%      | 52 / 120            | Chính phủ liên hiệp |
| 2005                             | 935,319   | 41.10%      | 50 / 121            | Chính phủ liên hiệp |
| 2008                             | 796,880   | 33.99%      | 43 / 122            | Đối lập             |
| 2011                             | 614,936   | 27.48%      | 34 / 121            | Đối lập             |
| 2014                             | 604,534   | 25.13%      | 32 / 121            | Đối lập             |
| 2017                             | 956,184   | 36.89%      | 46 / 120            | Chính phủ liên hiệp |
| 2020                             | 1,443,546 | 50.01%      | 65 / 120            | Chính phủ           |

## Lãnh đạo
| STT | Lãnh đạo              | Chân dung | Tại nhiệm                                        | Thủ tướng                      |
| --- | --------------------- | --------- | ------------------------------------------------ | ------------------------------ |
| 1   | Alfred Hindmarsh      |           | 7/7/1916-13/11/1918 (qua đời khi đang tại chức)  | Massey                         |
| 2   | Harry Holland         |           | 27/8/1919-8/10/1933 (qua đời khi đang tại chức)  | Massey Bell Coates Ward Forbes |
| 3   | Michael Joseph Savage |           | 12/10/1933-27/3/1940 (qua đời khi đang tại chức) | Forbes Savage                  |
| 4   | Peter Fraser          |           | 1/4/1940-12/12/1950 (qua đời khi đang tại chức)  | Fraser Holland                 |
| 5   | Walter Nash           |           | 12/1950-31/3/1963                                | Holland Holyoake Nash          |
| 6   | Arnold Nordmeyer      |           | 1/4/1963-16/12/1965                              | Holyoake                       |
| 7   | Norman Kirk           |           | 16/12/1965-31/8/1974 (qua đời khi đang tại chức) | Holyoake Marshall Kirk         |
| 8   | Bill Rowling          |           | 6/9/1974-3/2/1983                                | Rowling Muldoon                |
| 9   | David Lange           |           | 3/2/1983-8/8/1989                                | Muldoon Lange                  |
| 10  | Geoffrey Palmer       |           | 8/8/1989-4/9/1990                                | Palmer                         |
| 11  | Mike Moore            |           | 4/9/1990-1/12/1993                               | Moore Jim Bolger               |
| 12  | Helen Clark           |           | 1/12/1993-19/11/2008                             | Jim Bolger Shipley Clark       |
| 13  | Phil Goff             |           | 19/11/2008-15/9/2013                             | Key                            |
| 14  | David Shearer         |           | 13/12/2011-15/9/2013                             | Key                            |
| 15  | David Cunliffe        |           | 15/9/2013-20/9/2014                              | Key                            |
| 16  | Andrew Little         |           | 18/11/2-14-1/8/2017                              | English                        |
| 17  | Jacinda Ardern        |           | 1/8/2017-hiện tại (Đương nhiệm)                  | English Ardern                 |

### Phó lãnh đạo
| STT | Tên                   | Tại nhiệm    |
| --- | --------------------- | ------------ |
| 1   | James McCombs         | 1919–1923    |
| 2   | Michael Joseph Savage | 1923–1933    |
| 3   | Peter Fraser          | 1933–1940    |
| 4   | Walter Nash           | 1940–1950    |
| 5   | Jerry Skinner         | 1951–1962    |
| 6   | Fred Hackett          | 1962–1963    |
| 7   | Hugh Watt             | 1963–1974    |
| 8   | Bob Tizard            | 1974–1979    |
| 9   | David Lange           | 1979–1983    |
| 10  | Geoffrey Palmer       | 1983–1989    |
| 11  | Helen Clark           | 1989–1993    |
| 12  | David Caygill         | 1993–1996    |
| 13  | Michael Cullen        | 1996–2008    |
| 14  | Annette King          | 2008–2011    |
| 15  | Grant Robertson       | 2011–2013    |
| 16  | David Parker          | 2013–2014    |
| 14  | Annette King          | 2014–2017    |
| 17  | Jacinda Ardern        | 2017         |
| 18  | Kelvin Davis          | 2017–present |

## Chủ tịch đảng
| Tên | Chủ tịch           | Nhiệm kỳ      |
| --- | ------------------ | ------------- |
| 1   | James McCombs      | 1916–1917     |
| 2   | Andrew Walker      | 1917–1918     |
| 3   | Tom Paul           | 1918–1920     |
| 4   | Peter Fraser       | 1920–1921     |
| 5   | Frederick Cooke    | 1921–1922     |
| 6   | Tom Brindle        | 1922–1926     |
| 7   | Bob Semple         | 1926–1928     |
| 8   | John Archer        | 1928–1929     |
| 9   | Jim Thorn          | 1929–1931     |
| 10  | Rex Mason          | 1931–1932     |
| 11  | Bill Jordan        | 1932–1933     |
| 12  | Frank Langstone    | 1933–1934     |
| 13  | Tim Armstrong      | 1934–1935     |
| 14  | Walter Nash        | 1935–1936     |
| 15  | Clyde Carr         | 1936–1937     |
| 16  | James Roberts      | 1937–1950     |
| 17  | Arnold Nordmeyer   | 1950–1955     |
| 18  | Michael Moohan     | 1955–1960     |
| 19  | Martyn Finlay      | 1960–1964     |
| 20  | Norman Kirk        | 1964–1966     |
| 21  | Norman Douglas     | 1966–1970     |
| 22  | Bill Rowling       | 1970–1973     |
| 23  | Charles Bennett    | 1973–1976     |
| 24  | Arthur Faulkner    | 1976–1978     |
| 25  | Jim Anderton       | 1979–1984     |
| 26  | Margaret Wilson    | 1984–1987     |
| 27  | Rex Jones          | 1987–1988     |
| 28  | Ruth Dyson         | 1988–1993     |
| 29  | Maryan Street      | 1993–1995     |
| 30  | Michael Hirschfeld | 1995–1999     |
| 31  | Bob Harvey         | 1999–2000     |
| 32  | Mike Williams      | 2000–2009     |
| 33  | Andrew Little      | 2009–2011     |
| 34  | Moira Coatsworth   | 2011–2015     |
| 35  | Nigel Haworth      | 2015–2019     |
| 36  | Claire Szabó       | 2019–hiện tại |